# Ликинлулем
Ликинлулем — крупный археологический памятник на острове Кусаие в Федеративных Штатах Микронезии. Участок занимает более 7 акров (2,8 га) по обе стороны ручья Ликинлулем на юго-западном побережье острова, в районе, который сейчас зарос мангровым болотом. Он включает в себя как минимум девять больших вольеров с обширными внутренними особенностями, разделенных потоком, пристань для каноэ и большую открытую платформу, которая может быть затоплена во время прилива. Заселение этого места датируется 1200—1800 годами н. э., а одна территория, возможно, датируется 1000 г. н. э. Это место является важным элементом устной истории острова, поскольку, как говорят, именно здесь его главные вожди проводили суд до прихода к власти династии Лелу в 1400 году. Когда это место было внесено в Национальный реестр исторических мест Соединенных Штатов в 2004 году, оно было обследовано, но не подвергалось обширным раскопкам.
|                                            |                                                |
| Ликинлулем                                 |                                                |
| Национальный регистр исторических мест США |                                                |
|                                            |                                                |
| Место нахождения                           | Валунг, Косраэ , Федеративные Штаты Микронезии |
| Координаты                                 | 5 ° 17′31 ″ с. ш. 162 ° 54′32 ″ в. д.          |
| Площадь                                    | 7,4 акра (3,0 га)                              |
| NRHP ссылка No.                            | 04000277                                       |
| Добавлено в NRHP                           | 14 апреля 2004 г.                              |